# Ceriselma methneri
Ceriselma methneri es una especie de coleóptero de la familia Meloidae.

## Distribución geográfica
Habita en Tanzania.